# RAZON
RAZON ([ˈreɪzɑn] чит. «Рэ́йзан», акр. от англ. Range and Azimut Only — «Только дистанция и азимут», армейский индекс VB-3) — управляемая авиабомба, разработанная инженерами Массачусетского технологического института по заказу ВВС Армии США в рамках VB-серии в конце Второй мировой войны. Развитие предыдущей управляемой авиабомбы AZON. Не успела к окончанию Второй мировой войны, но достаточно активно применялась в ходе войны в Корее. Снята с вооружения в 1953.

## Задействованные структуры
В разработке и производстве бомб были задействованы следующие структуры: Разработка бомбы, проведение фундаментальных исследований и научно-исследовательских работ по тематике управляемого вооружения и управляемых авиабомб в частности, создание и испытание систем наведения и радиокомандной аппаратуры управления полётом бомбы с самолёта-носителя, усовершенствование аэродинамических характеристик бомбы осуществлялось инженерами Массачусетского технологического института, в Кембридже и Лексингтоне, штат Массачусетс. Анализ и расчёт траекторий полёта и лётно-технических характеристик бомбы, изготовление опытных образцов, стендовые испытания (продувка в аэродинамической трубе) велись корпорацией Gulf Research and Development Corporation, Питтсбург, штат Пенсильвания (филиал многоотраслевой корпорации Gulf Oil Corporation). Усовершенствованием пиропатрона для установки в хвостовой части бомбы занимались специалисты Департамента вооружения армии. Испытания бомб проходили на полигоне отработки прицельного бомбометания авиабазы «Эглин», Флорида. Доводка, составление чертежей и производственной документации, серийное производство бомб было налажено на заводе компании Union Switch and Signal Company в Суиссвейле, штат Пенсильвания (филиал компании Westinghouse Air Brake Company).

## Описание

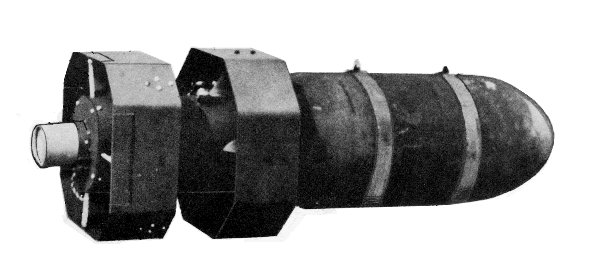
Вид бомбы сбоку, слева — хвостовое оперение и рулевые поверхности, справа — боевая часть

Несмотря на сравнительную эффективность, продемонстрированную бомбами AZON (VB-1) в ходе Второй мировой войны, их главный недостаток — отсутствие возможности управления бомбой в полёте — не позволял эффективно применять их против большинства целей. Отклонение бомбы по дальности не компенсировалось.
Чтобы решить эту проблему, ВВС Армии США заказали МИТ разработку на основе AZON новую управляемую бомбу, в которой были исправлены недостатки предыдущей конструкции. Исходно, бомба получила армейский индекс VB-3 и словесное название RAZON, что означало «Range and Azimuth Only» — наведение по дистанции и азимуту. В рамках предсерийного производства была выпущена опытная партия бомб в количестве 150 шт., первая была доставлена заказчику 25 ноября 1943 года.
Конструкция бомбы практически повторяла конструкцию AZON, за исключением хвостового оперения. там, где у AZON размещалось одно октагональное кольцо стабилизаторов, у RAZON были смонтированы два, одно за другим. Второе кольцо стабилизаторов было поставлено перпендикулярно первому, и управлялось по независимому радиоканалу. Непосредственное управление бомбой оператором с борта самолёта-носителя осуществлялось при помощи ручного манипулятора джойстикового типа.
Существовали две модификации RAZON — 900-кг (VB-4) и 450-кг (VB-3).
Применение RAZON потребовало модификации бомбовых прицелов, так как стандартный, используемый на AZON, не давал достаточно удовлетворительного контроля за смещениями бомбы по дальности. Все это привело к тому, что программа разработки бомбы затянулась. Свыше 3000 бомб VB-3 было изготовлено к лету 1945, но ни одну из них не успели применить в боевых действиях.

## Боевое применение
В начале 1950 года, бомбы RAZON были впервые использованы ВВС США в Корее. Бомбы сбрасывались на объекты в Северной Корее, позиции северокорейских и китайских войск с бомбардировщиков B-29, которые могли нести до 8 VB-3. Несколько сотен бомб были применены по различным объектам (в основном, мостам) с достаточно неплохими результатами. В то же время стало ясно, что 450-кг бомба недостаточна по мощности для эффективного поражения большинства целей. В результате к 1951 году применение RAZON было свернуто в пользу новой, 5-тонной авиабомбы TARZON.

## Комментарии
1. ↑  Контракты на проведение НИОКР №№ OEMsr-240 и OEMsr-1013[5].
2. ↑  Контракт на проведение ОКР № NDCrc-183[5].
3. ↑  Контракты на производство бомб №№ OEMsr-1081, OEMsr-1285, OEMsr-1415[5].